# Zabelê
Zabelê este un oraș în Paraíba (PB), Brazilia.